# 금남중학교
금남중학교(金南中學校)는 대한민국 경상남도 하동군 금남면 덕천리에 있는 공립 중학교이다.

## 학교 연혁
- 1969년 11월 7일 : 하동종고 병설 금남분교로 설립(3학급)
- 1970년 3월 16일 : 개교 및 입학식
- 1970년 12월 30일 : 금남중학교로 인가
- 1987년 9월 1일 : 금남중ㆍ고 분리
- 2023년 1월 6일 : 2022학년도 졸업식(28명, 총 9,238명)
- 2023년 3월 1일 : 제19대 곽인숙 교장 부임
- 2023년 3월 2일 : 2023학년도 입학식

## 참고 자료
- 금남중학교 - 한국교육학술정보원 학교알리미